# 서울역 (영화)
《서울역》(서울驛, 영어: Seoul Station)은 2016년 공개된 대한민국의 공포 영화로 연상호 감독 작품이다. 같은 해 공개된 《부산행》의 프리퀄이다. 《부산행》에서 가출소녀를 연기한 심은경이 목소리 연기한 가출소녀 '혜선'이 겪은 일들을 다루고 있다.

## 줄거리
평범한 가출소녀 혜선, 의지할 사람이라고는 남자친구 기웅이 전부였지만 그는 제대로된 일자리를 구하지 못해 여관 숙박비도 밀리고 있는 상황. 하지만 기웅은 반성하기는커녕 여자친구를 원조교제를 빙자한 돈벌이에 이용해먹기까지 했고 이를 알게 된 혜선은 뚜껑이 열려 대판 말싸움을 하고는 홀로 길거리를 헤멘다. 이후 뜻하지 않게 서울역에 온 혜선은 기이한 자세로 걸어다니는 사람들과 황급히 도망치는 사람들 무리에 뒤섞여 순식간에 도망자 신세가 된다.
한편, 집나간 딸아이를 찾고있던 석규는 지인의 연락을 통해 인터넷에 올라온 혜선의 사진을 보게된다. 그것은 표적을 몰색하기 위해 기웅이 올린 글이었다. 이후 그는 정체를 숨긴채 기웅에게 연락을 취했고 기웅은 운좋게 발견한 첫번째 표적이 혜선의 아빠라는 사실을 알고는 경악한다. 결국 자기딸 내놓으라는 석규의 으름장에 기가죽어 머물고 있는 여관으로 안내를 했는데 석규는 올라오던중 쿵쾅거리는 소리를 듣는다. 기웅은 원래 이런 여관이라고 무시하라고 했지만 그 소리는 심한 다툼이 벌어지지 않는이상 날수있는 소리가 아니었기에 석규는 수상히 여기며 소리의 근원지를 찾아나서기 시작한다.
바로 그때 옆에 있던 방문이 열리더니 팬티만 입은채 온몸에 피를 묻히고 있던 남자와 이상하게 변해버린 여관주인이 나타났다. 당황한 석규는 급히 방으로 들어와 문을 닫았지만 아무것도 모르는 기웅이 다시 열어버리는 바람에 여관주인이 다시 방안에 들어오고 만다. 화장실에 숨어있다 여관주인을 기절시킨 다음 간신히 여관을 빠져나오는데 성공했지만 거리에는 여관주인과 마찬가지로 이상하게 변해버린 사람들로 가득해 있었고 두사람은 혼자 있을 혜선을 걱정하며 찾아나서기 시작해 차를 타고 병원으로 갔지만, 병원도 안전하지 않아 다른 곳으로 갔다. 군경이 있는 곳에 도달했는데, 기웅과 석규는 군경에서 이런 말을 듣게 된다.
| “ | 지금 보통상황인줄 아세요? 곧 계엄령이 떨어질 수도 있으니깐 집에 가서 뉴스속보나 보고나 있어요. | ” |

서울역에서 혜선과 노숙자는 좀비들을 피해 경찰서 안 유치장으로 도망쳤다. 경찰서 안 유치장에서 기다리던 중 구조대원이 와 구급차에 탔다. 구급차는 사고로 망가졌다. 구급차에 내려 역사 안으로 들어가 철로를 따라 갔다. 철로를 따라 다른 역으로 도착했지만, 그 역은 이미 좀비들에게 점령되어 있어 회현역으로 나왔다. 회현역에서 나와 바리케이드로 갔다.
그러나 바리케이드도 더 이상 안전하지 않았고, 혜선은 전선을 타고 도망쳤다. 전선을 타고 철골을 타 도망치다 넘어져 모델하우스로 들어갔다. 모델하우스에서 기웅과 석규를 만났다. 기웅은 혜선의 아빠가 석규라고 믿고 있었는데, 석규는 성매매 업소의 포주였다. 혜선의 아버지는 빚을 갚지 못해 혜선을 성매매로 내몬 것이었다.
석규가 혜선을 빚 갚으라고 끌고 가려 하자 기웅이 말렸는데 석규는 기웅의 목을 칼로 베어 버렸다. 혜선은 모델하우스의 어느 수랍장에 숨었다. 그러나 석규는 찾아냈고 혜선을 침대에 눕혀 성추행을 저질렀으나, 혜선이 좀비가 되어버리고 좀비가 된 혜선은 석규을 그대로 뜯어먹는다.

## 출연
- 류승룡 - 석규 역[1]
- 심은경 - 혜선 역[1]
- 이준 - 기웅 역[1]
- 김재록 - 이 씨 역[1]
- 장혁진 - 김 씨 역[1]
- 김종수 - 피 흘리는 노인 / 청소부 역[1]
- 한성수 - 젊은이 1 / 경찰 1 역[1]
- 명승훈 - 젊은이 2 역[1]
- 황석정 - 여인숙 주인 역[1]
- 오해완 - 노숙자 아이 역[1]
- 윤채연 - 여자 노숙자 역[1]
- 이상희 : 자원봉사자(여) / 40대 노숙자(여) 역[1]
- 송하림 : 이정구 역[1]
- 김대호 : 응급실 노숙자 2 / 정씨 역[1]
- 김남진 : 약사(여) 역[1]
- 서호철 - 술 취한 남자 / 붉은 티셔츠 아저씨 역[1]
- 김대흥 - 청년 1 역[1]

## 평가
- 네이버 영화 : 5.27[3][4]
- 다음 영화 : 5.3[3][5]

7점
버티고 버텨도— 이용철, 씨네21

6점
음울한 지하생활자들의 출구 없는 탈주극— 황진미, 씨네21

7점
<부산행>이 소품이고, 이쪽이 본편처럼 보인다— 송경원, 씨네21

6점
그 누구에게도 돌아갈 곳 허락지 않으리!정지혜, 씨네21

8점
집이 없어 죽는 사람들— 김현수, 씨네21

7점
무정한 시선으로 그려낸 ‘헬조선’ 풍속화. 이래야 연상호 감독이지— 이예지, 씨네21

6점
<부산행>보다 메시지는 상행선, 재미는 하행선— 허남웅, 씨네21

민폐캐릭터 혜선의 답답한 연기, 캐릭터와 매치가 안되는 목소리 등으로 평가가 낮았다.

## 수상
- 2016년 제34회 브뤼셀국제판타스틱영화제 실버크로우상[9]
- 2016년 제25회 부일영화상 유현목 영화예술상 - 연상호[10]